# Пассек, Василий Богданович
Васи́лий Богда́нович Па́ссек (1854—1888) — писатель
 и государственный деятель.

## Биография
Родился в 1854 году, сын коллежского советника Б. В. Пассека.
Окончив Харьковский университет кандидатом, сдал экзамен на степень магистра международного права в Санкт-Петербургском университете. В 1879 году поступил на службу в Азиатский департамент Министерства иностранных дел и в 1882 году получил назначение на место вице-консула в Рагузу. Некоторое время управлял русской миссией в Черногории.
Кроме государственной деятельности, В. Б. Пассек занимался литературной работой, вел также политическое обозрение, писал также стихи. Подписывался псевдонимами Айдаров, В. и В. П. Некоторые свои произведения помещал в «Русской Речи», где заведовал политическом отделом.
Умер в Рагузе 16 декабря 1888 года.

### Семья
Был женат на Елене Андреевне Фирсовой (Пассек, Лисаневич); у них родились дети: Николай (1875), Василий (1877) и Андрей (1880).